# Diatessaron
Ne doit pas être confondu avec la quarte parfaite en musique, appelée diatessaron par les pythagoriciens.

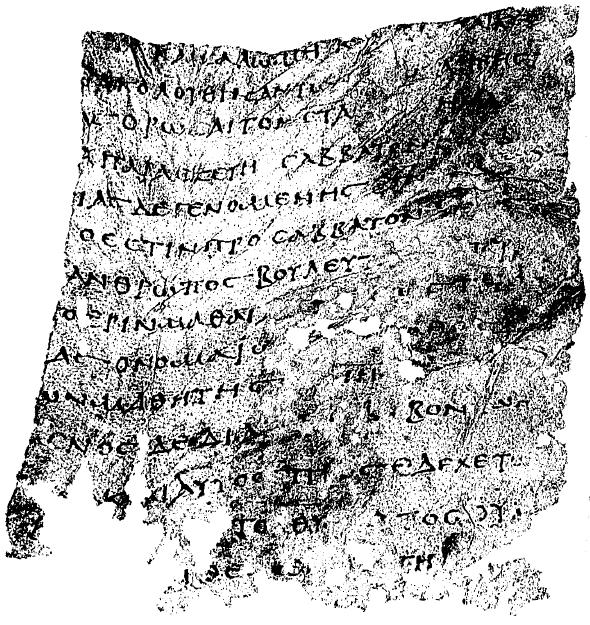
Fragment du Diatessaron, parchemin de Doura-Europos n° 24 (IIIe siècle),. Uncial 0212 (dans la numérotation Gregory-Aland).

Le Diatessaron, littéralement « à travers quatre », est une harmonie des Évangiles écrite en syriaque, vers l'an 170 de notre ère  au IIe siècle. Il est aussi connu sous le nom Evangelion Damhalte ܐܶܘܰܢܓܶܠܝܳܘܢ ܕܰܡܚܰܠܛ̈ܶܐ.
D'après Eusèbe de Césarée, il fut attribué à Tatien le Syrien. Il ne devrait pas être confondu avec un autre Diatessaron, ou Monotessaron, ou Concorde d'Ammonius, écrite par Ammonios d'Alexandrie le Chrétien, et qui est la seconde Harmonie des Quatre Évangiles figurant dans les ouvrages des Pères de l'Église.
Une autre analyse l'attribue toutefois à Ammonius, tandis que d'après une phrase d'Épiphane de Salamine dans le Panarion, Tatien serait en réalité l'auteur de l'Évangile des Hébreux.

## Histoire
Il est connu par l'ouvrage d'Éphrem de Nisibe, Commentaire de l'Évangile concordant, dont existent un texte original partiel mais aussi des traductions complètes, arménienne, arabe, et néerlandaise. Il a été beaucoup utilisé par l'Église syriaque orthodoxe jusqu'au Ve siècle, où il fut remplacé par la Peshitta sur décision de Rabbula, évêque d'Édesse de 412 à 435.
Augustin d'Hippone s’y opposa, avançant que la vérité avait besoin de nuances. Éphrem le Syriaque le commente et y décèle des influences de l’Ancien Testament.
Ce livre a connu une vaste diffusion :
- des fragments en ont été retrouvés en Chine, à Turfan, sur la Route de la soie[10] où il semble avoir inspiré des textes chrétiens chinois[11] ;
- un fragment en a été retrouvé à Doura Europos (Onciale 0212 (it)) ;
- il pourrait avoir été utilisé aussi en Angleterre, peut-être en Islande[12] ;
- Théodoret de Cyr vers 430 en aurait fait un autodafé en nombre.
- Mahomet et ses collaborateurs auraient utilisé cet Évangile, ainsi que des apocryphes, constituant ainsi leur propre lectionnaire[13],[14]

Il en reste aujourd'hui une version arabe, et des extraits en grec et en arménien.